# Domenico Paghini
Domenico Paghini (Venezia, 1º luglio 1777 – Udine, 28 marzo 1850) è stato un pittore italiano, attivo principalmente in Friuli.

## Biografia
Era figlio di Natale e Caterina Piccinini, cittadini udinesi dal 1780, anche se probabilmente nacque a Venezia il 1º luglio 1777. Iniziò gli studi presso il seminario arcivescovile di Udine e per questo gli fu attribuito dai contemporanei il titolo di abate, benché non risulti aver preso i voti. Anche la prima istruzione pittorica avvenne all'inizio in ambito udinese, presso Leopoldo Zuccolo, Pietro Antonio Novelli e Giovanni Battista Tosolini, in seguito all'Accademia di Venezia, sotto la guida di Giuseppe Diziani, dove si avvicinò alla tradizione pittorica veneta, arricchendola con esempi locali, soprattutto dopo essere entrato in contatto con Francesco Chiarottini. Seguendo i suggerimenti di questi, tipico esempio dell'eleganza veneta del gusto tardo neoclassico delle decorazioni degli ambienti, ottenne le commissioni per affrescare varie ville e vari palazzi in Friuli; dipinse scene particolarmente raffinate, dove erano presenti alcune brillanti invenzioni prospettiche e delicati squarci vedutistici.
Ottenne un minore successo nella raffigurazione di scene sacre: i suoi lavori riportano un accademismo privo di reali slanci inventivi, in cui si ripetono elementi tratti in massima parte dalla scuola friulana dei secoli precedenti.
Oltre che alla pittura, si dedicò anche alla musica, tanto da essere ricordato come valente violoncellista.

## Opere

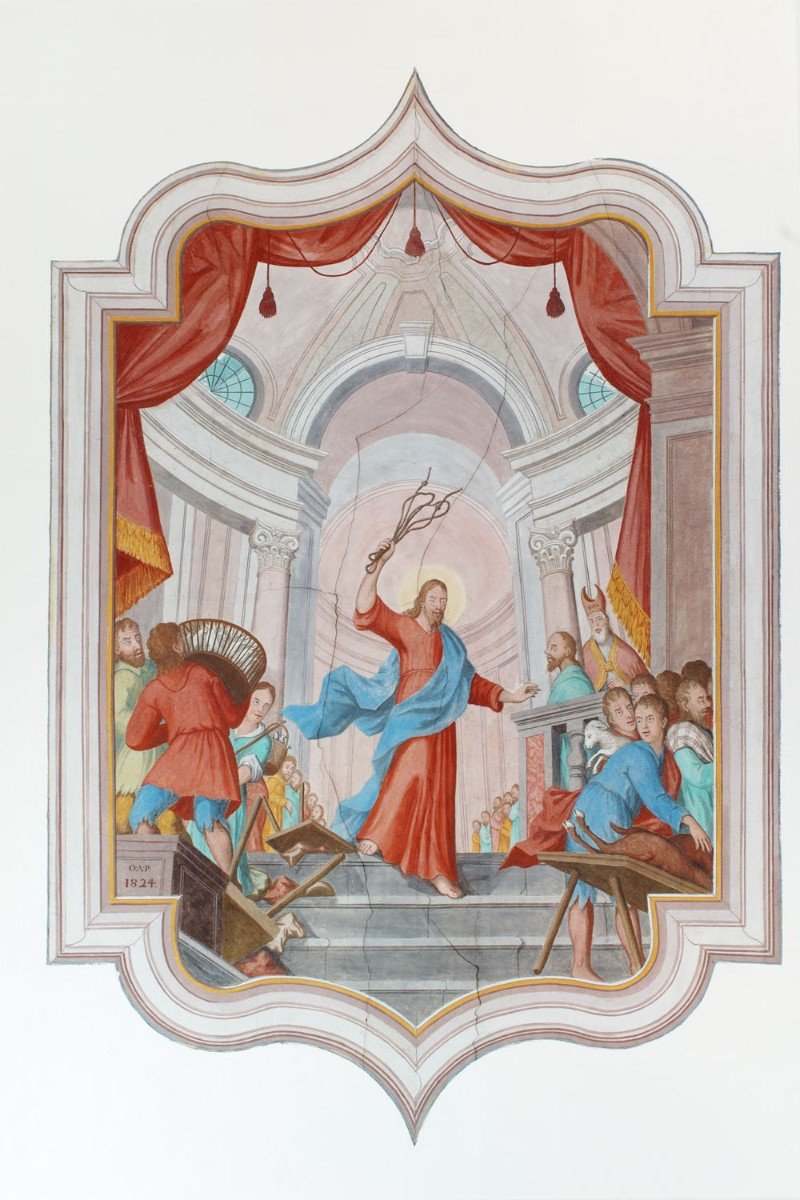
Gesù scaccia i mercanti dal Tempio, chiesa di San Clemente, Povoletto

- Decorazione del salone centrale di palazzo Polcenigo-Garzolini a Udine
- Ciclo di affreschi in palazzo Lovaria, risalenti al 1825 ca., Udine
- Affreschi in casa di Prampero a Udine
- Affreschi nel palazzo Montegnacco-Berghinz a Udine
- Affreschi nel palazzo Susanna-Caratti a Udine
- Affreschi nel palazzo Gera Minucci a Conegliano
- Cacciata dei mercanti dal Tempio, affresco sul soffitto della chiesa di San Clemente a Povoletto
- Affreschi con motivi floreali nella villa Partistagno a Ronchis di Faedis
- Sacra Famiglia con santi e Santa Caterina d'Alessandria con Santa Brigida e Santa Lucia nella chiesa di San Giusto Martire a Villacaccia (1821)
- Battesimo di Gesù, affresco nella chiesa di San Marco a Scodovacca (1835)
- Stazioni della Via Crucis nella parrocchiale di Rugliano (1838)
- affreschi nella parrocchiale di Bicinicco (1836)
- affreschi nella parrocchiale di Nespoledo (1831)
- affreschi nella parrocchiale di Ravosa
- affreschi nella parrocchiale di Talmassons
- affreschi nella parrocchiale di Visco (1834)